# Treigny
Treigny è un comune francese di 903 abitanti situato nel dipartimento della Yonne nella regione della Borgogna-Franca Contea a 200 km a sud di Parigi.

## Geografia fisica
Tranquillo villaggio della Puisaye, verdeggiante zona collinare cantata dallo scrittore Colette, Treigny ha una interessante chiesa del XV secolo e due castelli: il castello di Ratilly costruito nel XIII secolo che domina con le sue sei torri il villaggio e la valle della Vrille ed il castello di Guédelon costruito nella foresta.
È anche un luogo famoso per la lavorazione ceramica: le botteghe locali sfruttano argilla bianca o rossa della regione e attirano molti turisti in estate.

## Storia
- Nel 1972, Treigny assorbe i villaggi di Perreuse e di Sainte-Colombe-sur-Loing
- nel 1976, Treigny cede Sainte-Colombe-sur-Loing.

## Società

### Evoluzione demografica
Abitanti censiti

## Luoghi e monumenti

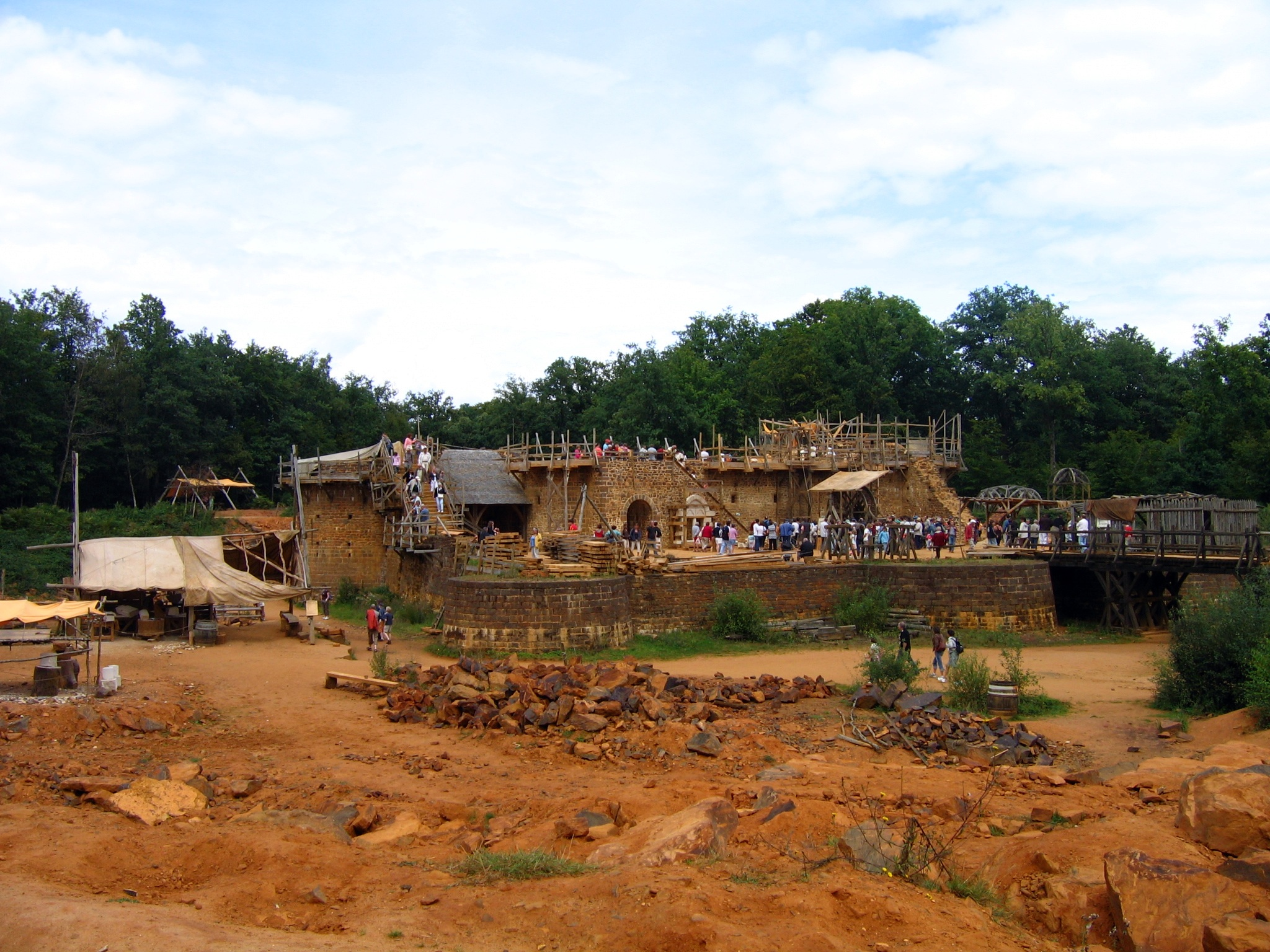
Cantiere del Castello di Guédelon

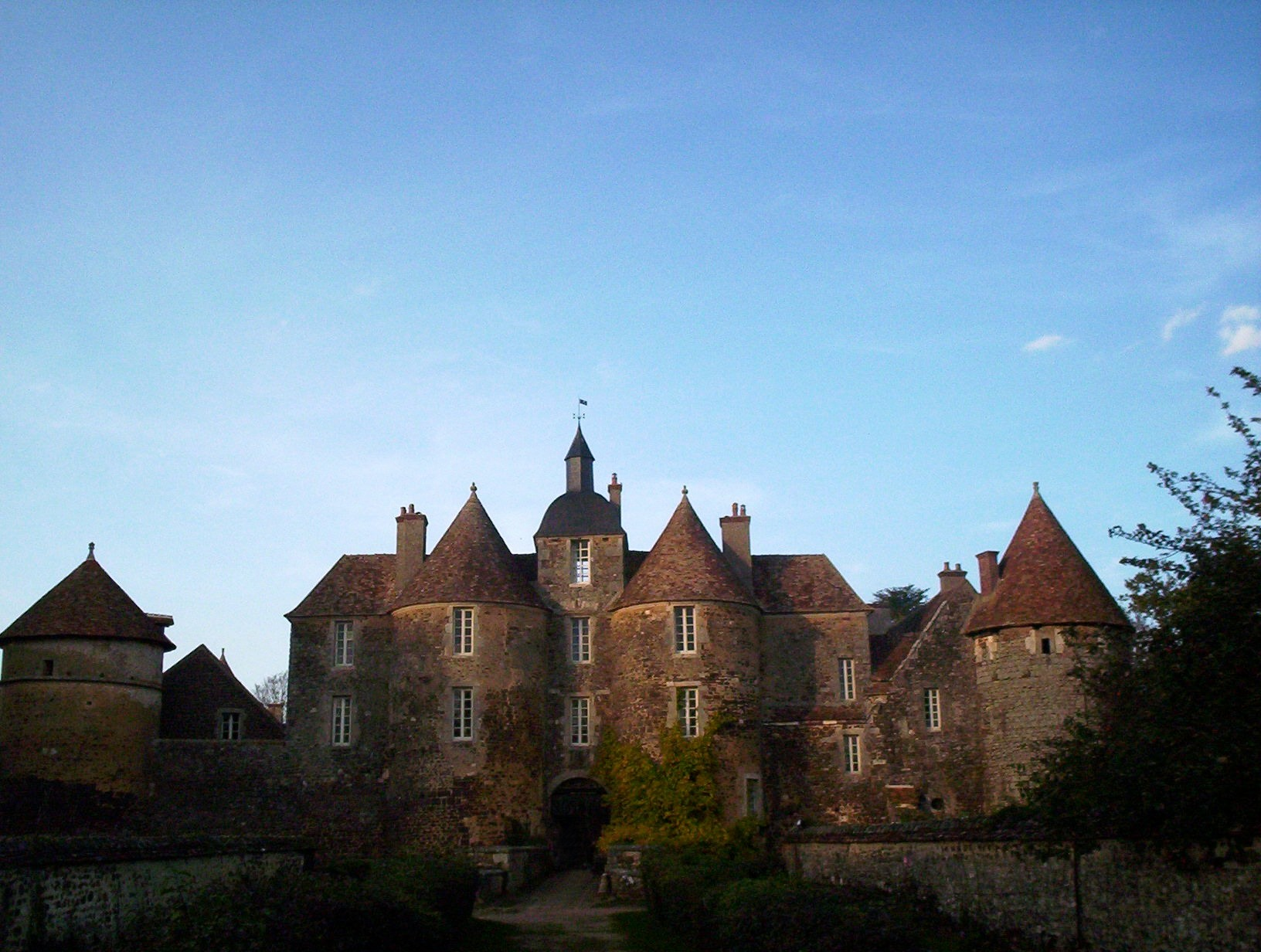
Castello di Ratilly

- Il cantiere del castello di Guédelon: in costruzione al giorno d'oggi utilizzando le tecniche XIII secolo, nel cuore di un'antica zona boscosa dove sono disponibili tutti i materiali necessari per la costruzione: acqua, pietra, terra, sabbia e legno
- il castello di Ratilly del XIII secolo
- l'imponente chiesa gotica del XV secolo, conosciuta come la   cattedrale di Puisayeù e classificata come monumento storico
- il parco d'avventura Bois de la Folie
- il parco naturale di Boutissaint.

Nelle vicinanze
- Il castello di Saint-Fargeau
- il lago di Bourdon vicino a Saint-Fargeau
- murales nella chiesa di Moutiers
- treno turistico dei paesi di Puisaye e Forterre
- il mulino "Vanneau"
- il castello di Druyes